# 利根川
利根川（日语：／ Tonegawa */?），长约322公里，流域面积16,840平方公里，是日本国内第二长，流域面积最大的河流，长度仅次于信浓川。別名「坂東太郎」，坂東是关东的旧名，而太郎则是长子的意思。亦被称为日本三大河流之一，也是東京與首都圈的重要水源。

## 地理

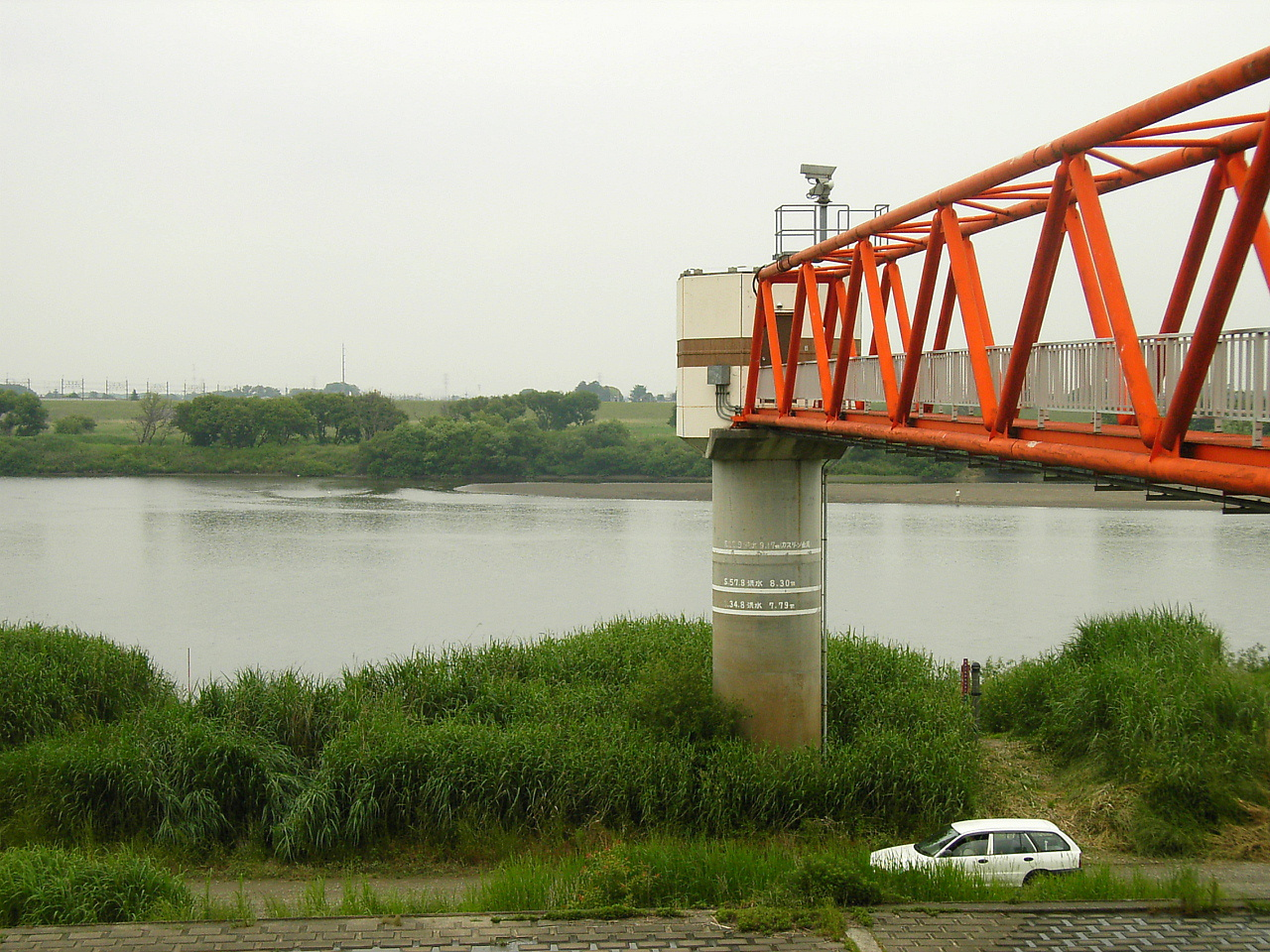
利根川上的水平面觀測站

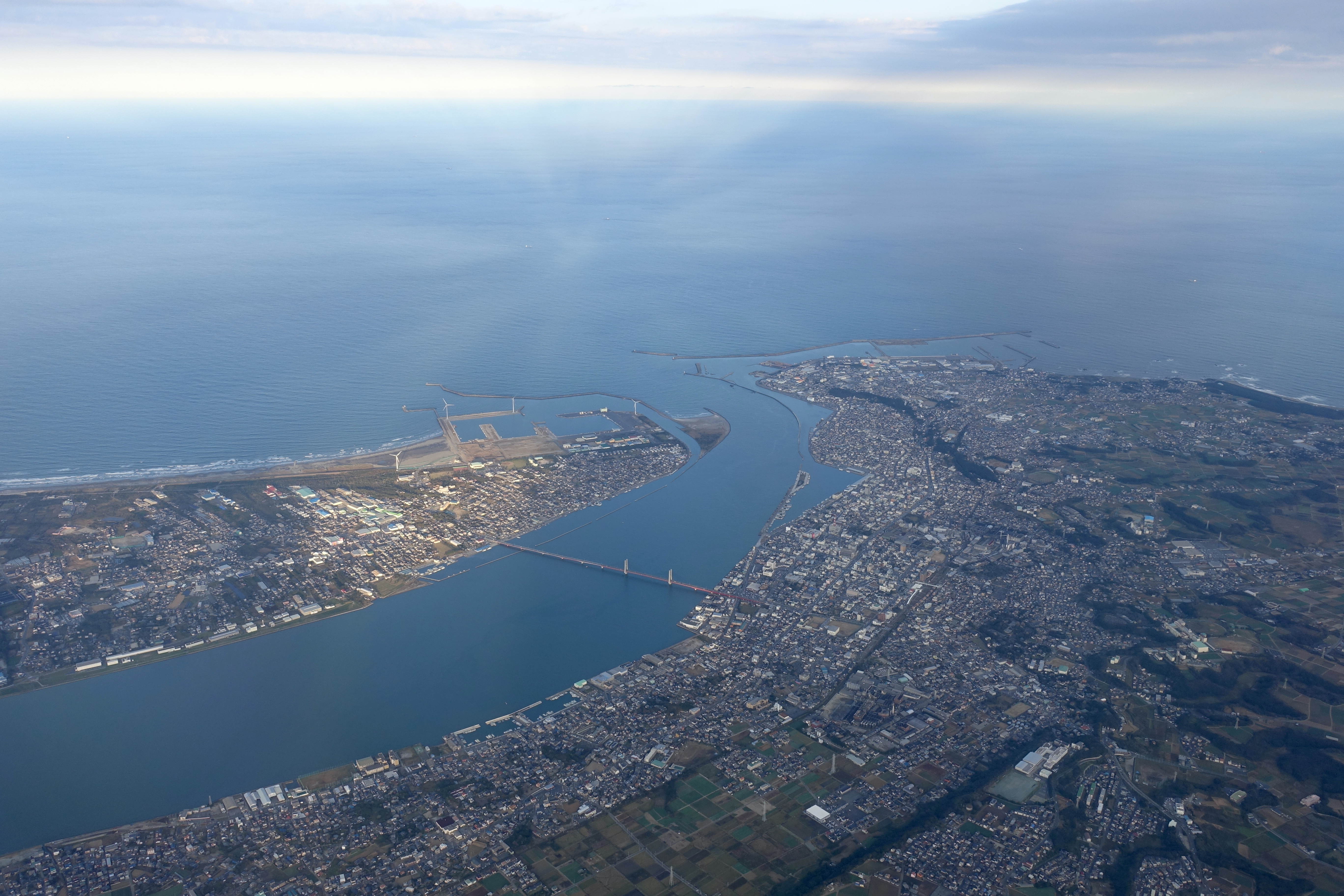
入海口

利根川的干流发源于群马县利根郡水上町三国山脉的大水山，从源头至群马、埼玉两县边界一带大致曲折南流，与烏川交汇後转为东南流向，江户川分流后，该河沿着茨城县和千叶县的边界流动，并最终在茨城县神栖市和千叶县铫子市边界的鹿岛滩注入太平洋。江户时代之前，利根川的干流经由大落古利根川注入东京湾，但由于河川多次改道整治，该河改从今河道注入大海。利根川全长约322公里，其长度仅次于367公里的信浓川，是日本第二长河流，其流域面积约为16,840平方公里，为日本之冠:37，其流域横跨关东地区除神奈川县外的所有五个都道府县，而烏川流域的一部分甚至延伸至长野县佐久市。

## 历史
这条河曾一度以它不受控制的洪水而出名，每当洪水爆发的时候它都会改变河道。因此很难描绘这条河的古河道。
利根川最初的入海口位于东京湾，它現有的渡良瀨川、鬼怒川等下游支流原本都是独立的水系，並沒有與利根川匯流。为了河流运输以及控制洪水，天正18年（1590年）德川家入主江戶後，從文祿3年（1594年）到承應3年（1654年）間進行「利根川東遷事業」，開闢人工河道，將原向南與荒川匯流後注入東京灣的中下游河道，改為向東與渡良瀨川和鬼怒川匯流，直接注入太平洋。利根川經過這次的大改造後，中下游的土地得以開發，也使得德川幕府時代作為日本發展重心的關東地區免於水災之患。之後又進行數次河道的整治工作。
现时河道大致上确定于明治时期，其广阔的分水岭大部分是人造的。

## 主要支流、分流和湖沼
- 支流
  - 楢俣川
  - 赤谷川
  - 片品川
  - 吾妻川
  - 乌川
  - 渡良濑川
  - 鬼怒川
  - 小贝川
  - 常陆利根川
- 分流
  - 江户川
    - 旧江户川
- 湖沼
  - 榛名湖
  - 中禅寺湖
  - 牛久沼
  - 印旛沼
  - 手贺沼
  - 霞浦